# Bien simple
'Bien simple' es un programa de televisión argentino que cuenta con la conducción de Darío Lopilato y Dalia Gutmann. Se transmite desde el 5 de septiembre de 2011 por el canal Utilísima.
En Brasil es un canal de Fox Brasil en colaboración con Utilísima , el canal se llama BemSimples.

## Temática
Es un programa dedicado a solucionar problemas que se presentan en el hogar, dan consejos prácticos sobre decoración, cocina, mascotas, jardinería y otros temas. Ambos ofrecen secretos cocina, manulidades, protocolo, jardinería, economía, mascotas y muchas otras cosas.
Junto un grupo de expertos en diversas áreas se encargan de resolver los problemas cotidianos y facilitar la vida en el hogar. Entre los expertos participa Luciano Riotti, chef argentino ganador de la primera edición de Cocineros al límite y una de las caras más distintivas del programa Hombres en la Cocina. 

- Dario Lopilato: "Nos llevamos increíblemente bien. Y si bien el programa tiene mucho pautado, nosotros podemos improvisar, nos miramos y ya hay conexión. [...] Acabo de mudarme tengo todos los problemas! Pero gracias al programa y a Luciano aprendí que si hago unos fideos y unas verduras tengo un plato súper top y re fácil de hacer". 
 - Dalia Gutmann: "Él tiene mucho oficio, y es muy humilde. Y eso es una mezcla genial. Además Dario es muy lúdico, y mucho más desestructurado que yo. Así que imaginate lo que es el programa. Al principio, nos daban la rutina y probábamos todo en casa . Desde cómo hacer una receta en 10 minutos hasta sacar las manchas de aceite de la ropa, pasando por cómo ordenar los zapatos de la mejor manera. Así que me vino genial porque yo todo el tiempo tengo problemas de la vida cotidiana. Te sentís re groso después. Además a mí me encanta aprender cosas nuevas. Y por otro lado, mi marido no sabe hacer nada. Cuando nos conocimos le dije que no iba más a su casa si no aprendía a cambiar las bombitas de luz. Ahora no sólo nos reímos de nuestro problemas sino que también les damos una solución".
 Revista Semanario (2011)

## Presentadores
1. Darío Lopilato: Luego de su participación como conductor de ZooBichos por Telefé, hace su debut como conductor en la pantalla de Utilísima.[5]
2. Dalia Gutmann: La locutora de AM, Antes del Mediodía y esposa del conductor de La biblia y el calefón, Sebastián Wainraich, debutó como conductora de un programa de TV.
3. Luciano Riotti: Posterior a su brillante participación en Cocineros al límite, Luciano hace pie en los estudios de Utilísima, siendo parte del personal de Hombres en la cocina y Super Express.

## Eslogan
1. "Darío y Dalia hacen fácil lo difícil, mediante soluciones simples, fáciles y prácticas".

## Transmisión
- Latinoamérica: Se transmite desde el lunes 5 de septiembre de 2011 por Utilísima Satelital.[6]